# Palácio dos Duques de Aveiro
O Palácio dos Duques de Aveiro localiza-se na freguesia de Azeitão, no município de Setúbal.
O Palácio dos Duques de Aveiro é um edifício majestoso do Renascentismo Clássico, tendo sido mandado construir por D. Jorge de Lancastre entre os anos de 1521/37.
Foi classificado como Imóvel de Interesse Público em 1977.

## Descrição
Pouco vulgar pela sua fachada monumental, adota uma planta em U. As janelas são já também características do estilo maneirista, tal como a grande porta nobre, encimada pela janela central, estas num conjunto muito típico da arte maneirista. A fachada é dividida por bandas verticais e os cunhais em acabamento rústico (opus rusticum) também muito característico. De arquitectura um tanto monótona e fria, o palácio conserva, apesar disso, uma bela fachada lateral sobre os jardins, com grande colunata formando extensa varanda e que pela sua elegância e dimensões mostra claramente como a arquitetura portuguesa aproveitara rapidamente as colunatas e loggias que tinha surgido na região em meados do século XVI.

## História
O seu destino ficou marcado no dia 12 de Janeiro de 1759 quando foi confiscado juntamente com todos os bens da família Távora que era proprietária do palácio nessa altura, tendo sido esta a uníca propriedade que foi poupada à demolição embora o brasão tivesse sido picado.
Do interior palaciano pouco mais resta para além dos amplos salões, com os seus silhares de azulejos a meia altura, visto que o palácio foi saqueado aquando da prisão do último duque de Aveiro, acusado de envolvimento no atentado contra D. José, em 1758. A maior parte destes belos azulejos data já do século XVII, provavelmente das obras realizadas por D. Álvaro de Lencastre, 3º Duque de Aveiro, que fixou residência de forma quase permanente em Azeitão, a partir de finais do século XVI, e que deram toda a sumptuosidade ao palácio. Outras obras, que em muito alteram a leitura original do conjunto, consistem em acrescentos feitos pelo último titular da propriedade e pelos ocupantes que lhe sucederam, ao longo do século XVIII.
Pertencendo em 1969 a Joaquim António Carvalho de Oliveira, atualmente é propriedade de privados embora se encontre em estado de abandono.